# Rommaeno
Rommaeno (Samisch ook wel: Ropmaeatnu) is een rivier die stroomt in de Finse gemeente Enontekiö in de provincie Lapland. De rivier vormt samen met de Poroeno de twee bronrivieren van de Lätäseno, die afwatert via de Muoniorivier. De Rommaeno is de afwateringsrivier van het Rommajärvi, een west-oost gelegen meer in Noord Finland. De Rommaeno stroomt van west naar oost tot haar samenvloeiing met de Poroeno. Ze stroomt door onherbergzaam en onbewoond gebied. De rivier is in trekt bij (wildwater-)kanoërs en sportvissers van witvis, vlagzalm en beekforel. De rivier is ongeveer 12 kilometer lang, ’s winters altijd dichtgevroren en ongeschikt voor commerciële vaart, want ze is ondiep met een rotsige ondergrond, die veelvuldig boven het waterpeil uitkomt. 
Ze behoort tot het stroomgebied van de Torne.
Afwatering: Rommaeno → Lätäseno → Könkämärivier → Muonio → Torne → Botnische Golf